# Joko Widodo
Joko Widodo (Surakarta, 1961. június 21. – ) indonéz politikus, 2014. október 20-tól 2024 október 20-ig az ország elnöke.

## Pályafutása
Joko Widodo (közkeletű becenevén Jokowi) egy szegény faárus fiaként született a Jáva középső részén fekvő, mintegy félmillió lakosú Surakarta (másik nevén Solo) városban. Politikai pályafutását a Küzdelem Demokratikus Pártban (indonéz rövidítéssel PDIP) kezdte, és 2005-ben ennek a pártnak a színeiben választották meg szülővárosa polgármesterévé. A választók támogatták a kis- és középvállalkozásokat segítő, szegénységellenes politikáját, és 2010-ben 90 százalékos támogatottsággal választották újra. Országos feltűnést keltett, amikor egy helyi középiskola diákjai által épített autót vett használatba.
2012-ben indult a jakartai kormányzóválasztáson, és magabiztos győzelmet aratott. Szegénységellenes politikája mellett fellépett a korábbi Suharto-rendszer idején elharapózott korrupció és nepotizmus ellen.
A 2014. július 9-én megtartott indonéziai elnökválasztáson Prabowo Subianto nyugalmazott tábornok, Suharto volt elnök veje volt a fő ellenfele. Subianto mindent bevetett ellene, még csalással is megvádolta őt. Július 22-én azonban hivatalosan kihirdették, hogy az elnökválasztást Joko Widodo, Jakarta kormányzója nyert meg, aki aztán október 20-án tette le a hivatali esküt.
2024 októberéig volt elnök.